# I (EP)
I är en EP med det svenska progressiva extrem metal-bandet Meshuggah. EP:n släpptes juli 2004 av skivbolaget Fractured Transmitter Recording Company. En remastrad utgåva släpptes 2014.

## Låtlista
2004-utgåvan
1. "I" – 21:00

Text: Mårten Hagström
Musik: Tomas Haake / Fredrik Thordendal
2014-utgåvan
1. "I" – 21:04
2. "Bleed" (live) – 7:33
3. "Dancers to a Discordant System" (live) – 9:48
4. "Pitch Black" – 5:57

## Medverkande
Musiker (Meshuggah-medlemmar)
- Jens Kidman – sång
- Fredrik Thordendal – gitarr
- Tomas Haake – trummor
- Gustaf Hielm – basgitarr
- Mårten Hagström – rytmgitarr

Produktion
- Meshuggah – producent, ljudtekniker
- Fredrik Thordendal – ljudtekniker (spår 4 på 2014-utgåvan), ljudmix
- Peter In de Betou – mastering
- Tomas Haake – omslagsdesign, omslagskonst
- Danne Bergstrand – ljudmix (bonusspår på 2014-utgåvan)
- Thomas Eberger – remastering (2014-utgåvan)